# Шарль Гарньє (святий)
Шарль Гарньє (фр. Charles Garnier; 25 травня 1606 — 7 грудня 1649) — французький священник-єзуїт, місіонер. Шанується католицькою церквою як святий і мученик.

## Біографія
Син секретаря французького короля Генріха III. Народився в Парижі в 1606 році. Охрещений 25 травня 1606 року. Навчався в Клермонському колежі в Парижі. У вересні 1624 року вступив до єзуїтської семінарії в Клермон-Феррані.
Після свого новіціату він став префектом Клермонського коледжу. Потім два роки викладав в коледжі Е. 1635 року висвячений на священика. Його батько спочатку заборонив йому мандрівку до Канади, де його чекала майже вірна смерть як місіонера, але врешті-решт йому дозволили поїхати. 25 березня 1636 року він вирушив до Америки.
У червні він досяг колонії Нова Франція. Він вирушив до місії Гурон разом із єзуїтом П'єром Шастеленом. На початку серпня він проповідував серед ніпісінгів.
Далі, до кінця свого життя він служив місіонером серед гуронів, ніколи не повертаючись до Франції. Гурони прозвав його Оурачею, або «дощодавцем», тому що після його приїзду почався період дощів. На нього великий вплив справив місіонер Жан де Бребеф. У 1639 і 1640 роках зимував у поселенні індіанців петун . З 1641 по 1646 роки Гарньє був у місії Сен-Жозефа.
7 грудня 1649 року на поселення, де знаходився місіонер, напали ірокези. Шарль Гарньє був убитий пострілом з мушкету.
Чарльз Гарньє канонізований 1930 року папою Пієм XI з іншими сімома канадськими мучениками (також відомими як північноамериканські мученики). Шанується 19 жовтня.